# 88-й армійський корпус (Третій Рейх)
LXXXVIII (88-й) армі́йський ко́рпус (нім. LXXXVIII. Armeekorps) — армійський корпус Вермахту в роки Другої світової війни.

## Історія
LXXXVIII армійський корпус сформований 8 червня 1942 на основі 240-ї піхотної дивізії особливого призначення на території окупованої Голландії.

## Командування

### Командири
- генерал від інфантерії Ганс Вольфганг Райнгард (8 червня 1942 — 22 грудня 1944);
- генерал від інфантерії Ойген Фелікс Швальбе (22 грудня 1944 — 8 травня 1945).